# Aime... comme minet
 Pour plus de détails, voir Fiche technique et Distribution
Aime… comme minet est un film pornographique gay de Jean-Daniel Cadinot sorti en 1982.

## Synopsis
Lors d'une séance photo, un jeune homme est interrogé par le photographe qui se présente comme ne travaillant qu'avec les hommes. Le modèle se dit hétérosexuel à tendance bisexuelle, mais répond aux questions du photographe en lui racontant ses expériences homosexuelles. La première fois, apprenti boulanger, il a été violé par le fils du patron et le pâtissier. Un deuxième flash-back montre sa deuxième expérience dans un escalier, avec un jeune homme rencontré dans le train. Enfin, le dernier souvenir raconte sa relation sexuelle avec un homme sous une porte cochère. Le photographe lui propose alors de tourner un film racontant ces expériences.

## Fiche technique
- Titre original : Aime… comme minet
- Titre anglais : All of Me
- Réalisation : Jean-Daniel Cadinot
- Scénario : Jean-Daniel Cadinot
- Photographie :
- Musique :
- Producteur :
- Société de production : JDC Studio
- Sociétés de distribution :
- Langues : français
- Format : Couleur - 16 mm[1]
- Genre : Film pornographique
- Durée : 60 minutes[2]
- Dates de sortie :

## Distribution
- Pierre Buisson (pseudonyme de Pierre Martinelli[1])
- Loïc Le Gallec
- Luigi Di Como
- Frédéric Lemaire
- Ducko Vuckovic
- Jean-Daniel Cadinot (voix)

## Autour du film
Aime… comme minet est considéré comme un classique du cinéma pornographique gay, l'un des meilleurs parmi les premiers films du réalisateur français.
Le film a été analysé par Earl Jackson, Jr. comme un exemple de la nature auto-réflexive du cinéma pornographique, dans son article « Graphic Specularity: Pornography, Almodóvar and the Gay Male Subject of the Cinema ». L'article a été repris comme chapitre de son livre Strategies of Deviance: Studies in Gay Male Representation.
Il fait partie des cinquante films préférés de l'écrivain Dennis Cooper. L'acteur Pierre Buisson lui a inspiré un personnage pour son roman Frisk.